# Zákamenné
Zákamenné este o comună slovacă, aflată în districtul Námestovo din regiunea Žilina. Localitatea se află la altitudinea de 703 m deasupra n.m., se întinde pe o suprafață de 42,9 km2 și în 2017 număra 5.442 de locuitori. Se învecinează cu Novoť, Oravská Lesná, Lomná, Námestovo, Breza, Slovacia, Krušetnica și Gmina Ujsoły⁠(d).

## Istoric
Localitatea Zákamenné este atestată documentar din 1615.

## Demografie
| An:                | 1994 | 2004    | 2014   | 2024   |
| ------------------ | ---- | ------- | ------ | ------ |
| Număr de persoane: | 4456 | 4962    | 5355   | 5694   |
| Diferență:         |      | +11,35% | +7,92% | +6,33% |

| An:                | 2023 | 2024   |
| ------------------ | ---- | ------ |
| Număr de persoane: | 5687 | 5694   |
| Diferență:         |      | +0,12% |